# Cosmopterix dulcivora
Cosmopterix dulcivora là một loài bướm đêm thuộc họ Cosmopterigidae. Loài này có ở Trung Quốc (Giang Tây), Nhật Bản, Nga, Fiji, Samoa, Philippines (Negros), Java và Queensland.
Chiều dài cánh trước khoảng 5 mm.
Ấu trùng được ghi nhận ăn các loài Poaceae, bao gồm Miscanthus sinensis in Japan và Saccharum officinarum in Fiji, the Philippines và Queensland.